# Emma Kann
Emma Kann (* 25. Mai 1914 in Frankfurt am Main; † 19. Januar 2009 in Konstanz) war eine deutsche Lyrikerin und Essayistin.

## Leben
Kann wuchs in Frankfurt am Main auf. Sie stammte aus einem liberalen jüdischen Elternhaus ohne enge religiöse Bindungen und bezeichnete sich noch im hohen Alter als eher ökumenisch orientiert. Aufgrund ihrer jüdischen Religionszugehörigkeit wurde ihr 1933 die Aufnahme eines Studiums verweigert, was sie zur Auswanderung nach England veranlasste. Ihr erstes  Gedicht überhaupt, das 1933 verfasste Heimatlos, reflektiert das Erlebnis, Deutschland verlassen zu müssen.
Emma Kann lebte zweieinhalb Jahre in England, zunächst als Au-pair-Schülerin, später als Sprachlehrerin und gelegentlich als Haushaltshilfe. Ende 1935 besuchte sie ihre Schwester in Holland, bevor sie im Frühjahr 1936 nach Belgien ging, in Antwerpen lebte und dort als Sekretärin arbeitete. Von hier aus versuchte sie zu Weihnachten 1936 noch einmal, ihre Mutter und ihre Großmutter in Frankfurt zu besuchen. Obwohl sie noch immer einen gültigen deutschen Reisepass besaß, wurde ihr an der belgisch-deutschen Grenze die Einreise nach Deutschland verweigert. 1937 wurde ihr Pass endgültig nicht mehr verlängert, und 1938 erschien ihr Name auf einer im Deutschen Reichsanzeiger veröffentlichten Liste der ausgebürgerten Personen. Sie besaß zwischenzeitlich einen belgischen Staatenlosenpass.

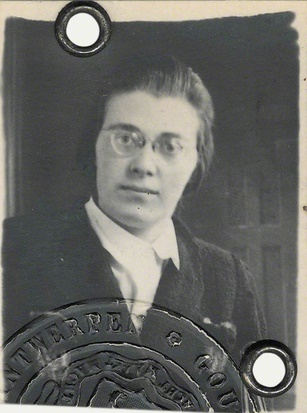
Passfoto um 1939

Als im Mai 1940 die deutsche Armee in das neutrale Belgien eindrang, konnte Emma Kann am 12. Mai 1940 über Brüssel nach Frankreich fliehen. Der Zug, den sie ab Brüssel nehmen konnte, fuhr jedoch nicht, wie erhofft, nach Paris, sondern endete in einem kleinen Dorf bei Toulouse. Mit einigen Tagen Verzögerung gelangte sie anschließend von hier aus ins Lager Gurs.
Emma Kann, die in Gurs in einer Baracke untergebracht war, in der zur selben Zeit auch Adrienne Thomas und Hannah Arendt vorübergehend lebten, empfand die Lagerverhältnisse zwar als primitiv, attestierte aber den französischen Wachmannschaften und der Lagerverwaltung ein korrektes Verhalten. Als Alleinstehende erlebte sie das Lagerleben wesentlich „entspannter“ als die meisten anderen Internierten oder als die etwa einen Monat später dort internierte Lisa Fittko, der Emma Kann erstmals in Kuba begegnete.
Emma Kann konnte das Lager Gurs nach kurzer Zeit verlassen – bevor sich nach dem Waffenstillstand zwischen Deutschland und Frankreich die Situation im Lager drastisch veränderte und hierher viele Juden aus Südwestdeutschland deportiert wurden, für die Gurs dann oft zur Zwischenstation vor den Vernichtungslagern im Osten des Deutschen Reiches wurde. Sie lebte noch bis 1942 in Frankreich und emigrierte dann über Casablanca nach Kuba. In Havanna fand sie als Lehrerin für Englisch Beschäftigung und gehörte zu dem Kreis um Fritz Lamm und Lisa und Hans Fittko. In diesem Zusammenhang widmete Ursula Krechel ihr ein kleines Porträt in ihrem Buch Landgericht. Während ihrer Zeit in Kuba musste sie sich zweimal an den Augen operieren lassen, was ihr nicht nur für ein Jahr das Lesen nahezu unmöglich machte, sondern ihr auch den Zugang zur spanisch-lateinamerikanischen Literatur erschwerte.
Mit Rücksicht auf ihre Schwester, die das Konzentrationslager Bergen-Belsen überlebt hatte und eine Rückkehr nach Deutschland nicht verstanden hätte, ging Emma Kann nach dem Kriegsende 1945 von Kuba aus in die Vereinigten Staaten und lebte bis 1981 in New York. Dort widmete sie sich aktiv dem Schreiben von Gedichten und belegte Kurse am Poetry Center. Bis 1948 schrieb sie weiterhin auf Deutsch, bevor sie ab 1950 auf Englisch zu schreiben begann. Mitte der sechziger Jahre musste sie vorübergehend das Schreiben einstellen, da sie immer weniger sehen konnte. Ab Ende der sechziger Jahre diktierte sie ihre Gedichte auf Kassettenrekorder, nachdem sie 1969 völlig erblindet war. Bis zu ihrer Erblindung rezensierte sie für die zeitweilig von Ernst Erich Noth herausgegebenen Zeitschrift Books Abroad der University of Oklahoma deutsche Literatur, vor allem Gedichtbände, was ihr vor allem die Möglichkeit bot, mit der deutschen Sprache und Literatur in Kontakt zu bleiben.
Emma Kann, die während ihrer New Yorker Zeit gelegentlich wieder Deutschland besuchte und nach ihrer Erblindung ihre Sommer zunächst in Österreich und in der Schweiz verbrachte, kehrte 1981 endgültig nach Deutschland zurück. Ausschlaggebend dafür war ihre Nichte Ruth Frenk, die bereits in Konstanz lebte und sie zur Übersiedelung drängte, aber auch der Wunsch, wieder auf Deutsch zu schreiben. Sie lebte bis zu ihrem Tod im Jahr 2009 in Konstanz. 1991 hatte sie damit begonnen, ihren Vorlass an das Deutsche Exilarchiv 1933–1945 der Deutschen Nationalbibliothek zu übergeben, wo heute ihr Nachlass verwahrt wird.

## Über das Schreiben
Emma Kann wurde von ihrer Mutter, die das Lehrerinnenseminar in Heidelberg besucht hatte, früh mit Literatur bekanntgemacht. Kontinuierlich zu schreiben begann sie jedoch erst 1933. Das Gedicht Heimatlos ist ihr erstes Gedicht und reflektiert, wie viele andere auch, ihre Erfahrungen in der Fremde und den Verlust der Heimat. Dennoch hat die Fremde für Emma Kann nicht nur mit Verlust und Entsagung zu tun. Stets ist ihr auch eine intensive Lebenslust zu eigen – selbst inmitten von Trauer und Tod. Äußern Bedrohungen setzt sie ein „trotziges Beharren auf der Lust am eigenen Ich und seinem Leben, seiner eigenen Logik, seinem Eigen-Sinn“ entgegen. Noch in ihren 1995 erschienenen Erinnerungen an das Lager Gurs – 45 Jahre später also – betont sie immer wieder die Freundlichkeit der Menschen, die ihr auf ihrer Flucht durch Frankreich begegnet sind. Ihre Weiterreise von Gurs nach Marseille benutzte sie – eher touristisch orientiert als sich auf der Flucht befindend – nicht nur für einen Besuch von Lourdes, sondern ließ sich auch von der Schönheit der französischen Landschaft am Rande der Pyrenäen beeindrucken. So ist es wenig verwunderlich, dass Ursula Krechel aus Emma Kanns Zeit in Kuba einzig ein Pyrenäen-Gedicht von ihr erwähnt, in dem sie die Schönheit und Freiheit dieser Landschaft feiert. Ihr sei eine Freude an der Sprache, an der Sinnlichkeit jeder Erfahrung und an der Schönheit der Landschaft zu eigen. Daraus resultiert auch ein durchaus positiv gestimmter Rückblick auf die Zeit in der Fremde, den Emma Kann in ihrem Gedicht Entfernungen so beschreibt: „Auf fünf Inseln meines Lebens / ließ ich Gesichter zurück / die ich liebte.“ Diese fünf Inseln sind die fünf Lebensstationen außerhalb Deutschlands in der Zeit zwischen 1933 und 1981: England, Belgien, Frankreich, Kuba, USA.
Nachdem Emma Kann 1950 in New York damit begonnen hatte, in englischer Sprache zu schreiben, behielt sie das bei bis zu ihrer Rückkehr nach Deutschland im Jahre 1981. Sie reflektierte, auch aufgrund ihrer Rezensionen für „Book Abroad“, die Veränderungen der deutschen Sprache während der Zeit, in der sie selbst die englische gebrauchte, weshalb ihr das Schreiben in der deutschen Sprache nach ihrer Rückkehr 1981 nicht schwergefallen sei. Auch ihre Erblindung habe keinen wesentlichen Einfluss auf ihr Schreiben gehabt, das dadurch ja zum Sprechen auf einen Rekorder – nicht zum Diktat – geworden sei. Sie habe häufig einen bildhaften Ausgangspunkt für ihr Schreiben gewählt, sei immer schon vom Visuellen ausgegangen, von einer Vorstellung oder Erinnerung. Das ist offenbar das, was auch Ursula Krechel stark an ihr beeindruckt hat.
Für Emma Kann ist ihr Schreiben der Versuch, komplizierte Sachverhalte oder symbolische Bedeutungen in einer einfachen Sprache zum Ausdruck zu bringen. Wichtig ist ihr, Sprache, verwendete Begriffe, immer wieder in Zweifel zu ziehen, um dann doch wieder zu einfachen Worten zurückzufinden. Das bedeutet auch, Worte, Begriffe, die ihr aus ihrer Jugend vertraut sind, stets vor dem Hintergrund der zwischen 1933 und 1981 verstrichenen Zeit zu reflektieren und trotzdem die für sie essentielle Bedeutung einzelner Begriffe herauszuarbeiten und beizubehalten. Religiosität im engeren Sinne ist ihr fremd. Sie bekennt sich zu Spinoza und zu einer Form von Pantheismus, der in ihren späteren Jahren auch unter dem Einfluss von Emmanuel Levinas stand. Dazu kommen Einflüsse von Martin Buber, dessen Vorlesungen sie noch in ihrer Frankfurter Zeit gehört hat. Sich selbst sieht sie nicht in erster Linie als Jüdin; ihre jüdische Herkunft ist für sie nur insoweit von Bedeutung, als sie Teil ihrer Erfahrungen ist, die ihren Lebensweg – ohne eigenes Dazutun – beeinflusst haben.
Schreiben in deutscher Sprache, Schreiben als Versuch, Kommunikation mit den Lesern herzustellen, Neugierde auf neuste technisch-naturwissenschaftliche Erkenntnisse, die es gilt zu verstehen und in einer poetischen Sprache zu gestalten, das Erlebte in Worte fassen und weitergeben: Für Emma Kann ist das Gedicht nur halb vom Schreibenden gemacht, der Leser erst wird es – kraft seiner Projektionen – vervollständigen.

## Erinnerung
- Die Zeile Fremd bin ich den Menschen dort … aus dem Gedicht Heimatlos war 2012 der Titel einer Ausstellung, die das Deutsche Exilarchiv anlässlich des 100-jährigen Jubiläums der Deutschen Nationalbibliothek zeigte.[18]
- Unter dem Titel Heimatlos – Leben und Werk der Lyrikerin Emma Kann gestaltet Ruth Frenk seit 2024 ein eigenes Vortragsprogramm mit Gedichten und Texten ihrer Tante.[19]
- Seit dem Sommer 2025 trägt die bisherige Grundschule Europaviertel den Namen Emma-Kann-Grundschule. Die bislang noch in Containern untergebrachte Schule bezog am 19. August 2025 ihren Neubau am Maastricher Ring im Frankfurter Europaviertel.[20]

## Werke
- Im weiten Raum: Gedichte 1992–1996. Hartung-Gorre, Konstanz 1998, ISBN 3-89649-250-0.
- Meine Erinnerungen an das Lager Gurs. In: Exil. XV, 2, 1995, S. 25–28.
- Strom und Gegenstrom: Gedichte. Hartung-Gorre, Konstanz 1993, ISBN 3-89191-660-4.
- Im Anblick des Anderen: Gedichte 1989. Hartung-Gorre, Konstanz 1990, ISBN 3-89191-315-X.
- Zeitwechsel: Gedichte 1981–1985. Hartung-Gorre, Konstanz 1987, ISBN 3-89191-109-2.
- Autobiographisches Mosaik.[4]
- Heimatlos: Gesammelte Werke. Hartung-Gorre, Konstanz 2025, ISBN 978-3-86628-825-6.